# Coliseum Alfonso Pérez
Le Coliseum est un stade de football situé à Getafe, en Espagne.

## Présentation
Cette enceinte d'une capacité de 16 996 places accueille les matchs du club de football du Getafe CF. Le stade est baptisé à l'honneur d'Alfonso Pérez, l'ancien footballeur international du Real Madrid et du FC Barcelone natif de Getafe.
Le stade accueille le 20 mai 2010 la finale de la Ligue des champions féminine de l'UEFA 2009-2010 opposant l'Olympique Lyonnais au club allemand du Turbine Potsdam.